# ناچو سردا
ناچو سردا (اسپانیایی: Nacho Cerdà‎) یک کارگردان فیلم اهل اسپانیا است.
شهرت او بیشتر به‌واسطهٔ فیلم کوتاهش «پیامد» (۱۹۹۴) است.